# 天野真実
天野 真実（あまの まみ、11月22日 - ）は、日本の女性声優。千葉県出身。フリー。

## 略歴
映像テクノアカデミア出身。かつては九プロダクション、ケンユウオフィスに所属していた。
第33回ゲーテの詩朗読コンテストに優勝しており、自己表現コンクール語りの部を入賞している。

## 出演
太字はメインキャラクター。

### テレビアニメ
2001年
- 犬夜叉
- 仰天人間バトシーラー

2016年
- 91Days（コルテオの母、おばさん）
- NEW GAME!（看護師）
- B-PROJECT〜鼓動*アンビシャス〜（食堂スタッフ）
- Lostorage incited WIXOSS（引越し屋）
- 魔法少女育成計画（女性の声）
- タイムボカン24（おばさん）
- ViVid Strike!（保護司）

2017年
- 幼女戦記（アンソンの妻）
- ひなこのーと（おばさん）
- 覆面系ノイズ（おばさん1）
- カブキブ!（おばあさん、阿久津の祖母）
- BORUTO-ボルト- NARUTO NEXT GENERATIONS（マダム）
- 地獄少女 宵伽（宮本）
- キノの旅 -the Beautiful World- the Animated Series（老婆）
- クジラの子らは砂上に歌う（シラアイ）
- モンスターハンター ストーリーズ RIDE ON（村人B）
- Just Because!（陽斗の母）

2018年
- キリングバイツ（塚本鮎美）
- アイドリッシュセブン（マダム）
- 博多豚骨ラーメンズ（林の母）
- 斉木楠雄のΨ難（老人B）
- 食戟のソーマ 餐ノ皿（女性）
- 鹿楓堂よついろ日和（天神サエ）
- グラゼニ（おばちゃん）

### 劇場アニメ
- 明日の風に向かって（2002年）

### OVA
- しましまとらのしまじろう

### ゲーム
- 雷電V（2016年、ヘルガ姉さん）
- 雷電V Director’s Cut（2019年、ヘルガ・リントヴルム[4]）

### 吹き替え

#### 映画
- ウーマン ラブ ウーマン
- ジェシカおばさんの事件簿
- 愛ここにありて
- ブロークン・ハイウェイ（英語版）
- 恋するパリジェンヌ
- 千年医師物語～ペルシアの彼方へ～（ドイツ語版）
- あの日の声を探して（フランス語版）（キャロルの母 他）
- 大統領の執事の涙 ※BSジャパン版
- Murder, She Baked（英語版）
- マイ・ファニー・レディ
- 母が教えてくれたこと
- オートマタ
- 愛しのグランマ（カーラ、フレンチェスカ 他）
- オードリーとデイジー（英語版）
- 恋はしないより、したほうがマシ（イヴリン〈クロリス・リーチマン〉[5]）
- 世界でいちばんのイチゴミルクのつくり方（ドイツ語版）
- バーフバリ 伝説誕生（サンガ〈ローヒニ（英語版）〉）
- グレイテスト・ショーマン（ストラットン夫人〈リンダ・マリエ・ラーソン〉[6]）
- セブン・シスターズ（ミア〈カースティ・アバートン〉[7]）

#### ドラマ
- ホミサイド/殺人捜査課
- スタートレック:ヴォイジャー
- 犯罪最前線トップ・コップス（英語版）
- フレンズ
- バフィー 〜恋する十字架〜
- ミルドレッドの魔女学校
- ザ・ウィドウ 〜真実を求めて〜
- サンズ・オブ・アナーキー（マーフィー）
- キャッスル 〜ミステリー作家は事件がお好き
- プリティ・リトル・ライアーズ
- LAW & ORDER: UK（英語版）
- ブラック・ミラー
- GIRLS/ガールズ（ローガン）
- シカゴ・ファイア（ケイシーの母、ドナ、デボン）
- シカゴ P.D.（サム・ミラー〈ニコール・アリ・パーカー〉）
- マスケティアーズ/三銃士
- トランスペアレント
- レッド・オークス（英語版）
- CSI:サイバー シーズン2
- フラーハウス
- LOVE/ラブ（英語版）
- フレークド（英語版）
- 師任堂、色の日記（大叔母）
- イタズラなKiss～Miss In Kiss〈何盼雲〈ツァイ・ツァンドゥー〉[8]）
- ダーククリスタル: エイジ・オブ・レジスタンス（徴税官 / スケク・ラク）

#### アニメ
- おっはよー!アンクル・グランパ
- ザ・スター はじめてのクリスマス

### ナレーション
- R-17（テレビ朝日）
- 認知症コールセンター（CM）
- 女と味噌汁（BS12 トゥエルビ）